# Mønsted Kirke
Mønsted Kirke er sognekirke i Mønsted Sogn, beliggende i byen Mønsted vest for Viborg. Den er opført omkring år 1100.
Altertavlen og prædikestol er fra 1619.
Før kommunalreformen i 1970 hørte kirken under Fjends Herred.